# Aéroport d'Aspen
L'aéroport Aspen–Comté de Pitkin, (code IATA : ASE • code OACI : KASE • code FAA : ASE) est un aéroport desservant la ville d'Aspen, dans l’État du Colorado, aux États-Unis.

## Situation
| \| 50 km1:2 432 000 \|Aspen Colorado Springs Cortez Denver Durango Vail Grand Junction Gunnison · Crested Butte Montrose Pueblo San Luis Telluride Yampa |
| 50 km1:2 432 000 |

## Compagnies et destinations
| Compagnies       | Destinations                                                                       |
| ---------------- | ---------------------------------------------------------------------------------- |
| American Eagle   | En saison: Chicago-O'Hare, Dallas-Fort Worth, Los Angeles, Phoenix-Sky Harbor      |
| Delta Connection | En saison: Atlanta H.-Jackson, Los Angeles, Minneapolis-Saint-Paul, Salt Lake City |
| United Express   | Denver En saison: Chicago-O'Hare, Houston-George Bush, Los Angeles, San Francisco  |

Édité le 16/10/2017